# Veľká Lehota
Veľká Lehota – wieś (obec) na Słowacji położona w kraju bańskobystrzyckim, w powiecie Žarnovica. Pierwsze wzmianki o miejscowości pochodzą z 1355 roku.
Według danych z dnia 31 grudnia 2012 roku, wieś zamieszkiwało 1185 osób, w tym 588 kobiet i 597 mężczyzn.
W 2001 roku rozkład populacji względem narodowości i przynależności etnicznej wyglądał następująco:
- Słowacy – 99,01%
- Czesi – 0,46%
- Niemcy – 0,08%
- Węgrzy – 0,15%

Ze względu na wyznawaną religię struktura mieszkańców kształtowała się w 2001 roku następująco:
- Katolicy rzymscy – 97,4%
- Grekokatolicy – 0,08%
- Ewangelicy – 0,15%
- Ateiści – 1,45%
- Nie podano – 0,54%